# Результат (шаблон проєктування)
Result — шаблон проєктування функційного програмування.

## Властивості
- Функція є чистою так, як прототип описує усю поведінку.
- Дозволяє реалізувати спільний варіант обробки помилок.

## Приклад
Нехай, необхідно реалізувати функціонал зняття готівки із рахунку. Наївна реалізація може мати такий вигляд:
```
public
 
class
 
BankAccount

{

    
public
 
decimal
 
Balance
 
{
 
get
;
 
private
 
set
;
 
}

    
public
 
bool
 
Withdraw
(
decimal
 
amount
)

    
{

        
if
 
(
amount
 
<
 
0
)

        
{

            
throw
 
new
 
ArgumentOutOfRangeException
(
nameof
(
amount
));

        
}

        
if
 
(
IsAccountFrozen
())

        
{

            
return
 
false
;

        
}

        
if
 
(
Balance
 
-
 
amount
 
>=
 
0
)

        
{

            
Balance
 
-=
 
amount
;

            
return
 
true
;

        
}

        
return
 
false
;

    
}

}

```

Така реалізація погана із декількох причин:
- прототип методу приховує побічні ефекти (такі як винятки)
- тип повернення (false) не повідомляє про причину помилки

Введемо додатковий тип, який буде виражати результат операції
```
public
 
class
 
Result

{

    
public
 
bool
 
IsSuccessful
 
{
 
get
;
 
private
 
set
;
 
}

    
public
 
string
 
Error
 
{
 
get
;
 
private
 
set
;
 
}

    
public
 
static
 
Result
 
Success
()

    
{

        
return
 
new
 
Result

        
{

            
IsSuccessful
 
=
 
true
,

            
Error
 
=
 
""
,

        
};

    
}

    
public
 
static
 
Result
 
Failure
(
string
 
error
)

    
{

        
return
 
new
 
Result

        
{

            
IsSuccessful
 
=
 
false
,

            
Error
 
=
 
error
,

        
};

    
}

}

```

Та змінимо реалізацію методу використовуючи новий тип:
```
public
 
class
 
BankAccount

{

    
public
 
decimal
 
Balance
 
{
 
get
;
 
private
 
set
;
 
}

    
public
 
Result
 
Withdraw
(
decimal
 
amount
)

    
{

        
if
 
(
amount
 
<
 
0
)

        
{

            
return
 
Result
.
Failure
(
"Amount can not be less than zeno"
);

        
}

        
if
 
(
IsAccountFrozen
())

        
{

            
return
 
Result
.
Failure
(
"Account is frozen"
);

        
}

        
if
 
(
Balance
 
-
 
amount
 
>=
 
0
)

        
{

            
Balance
 
-=
 
amount
;

            
return
 
Result
.
Success
();

        
}

        
return
 
Result
.
Failure
(
"Account has insufficient funds"
);

    
}

}

```